# Maagd der Armenkerk (Termolen)

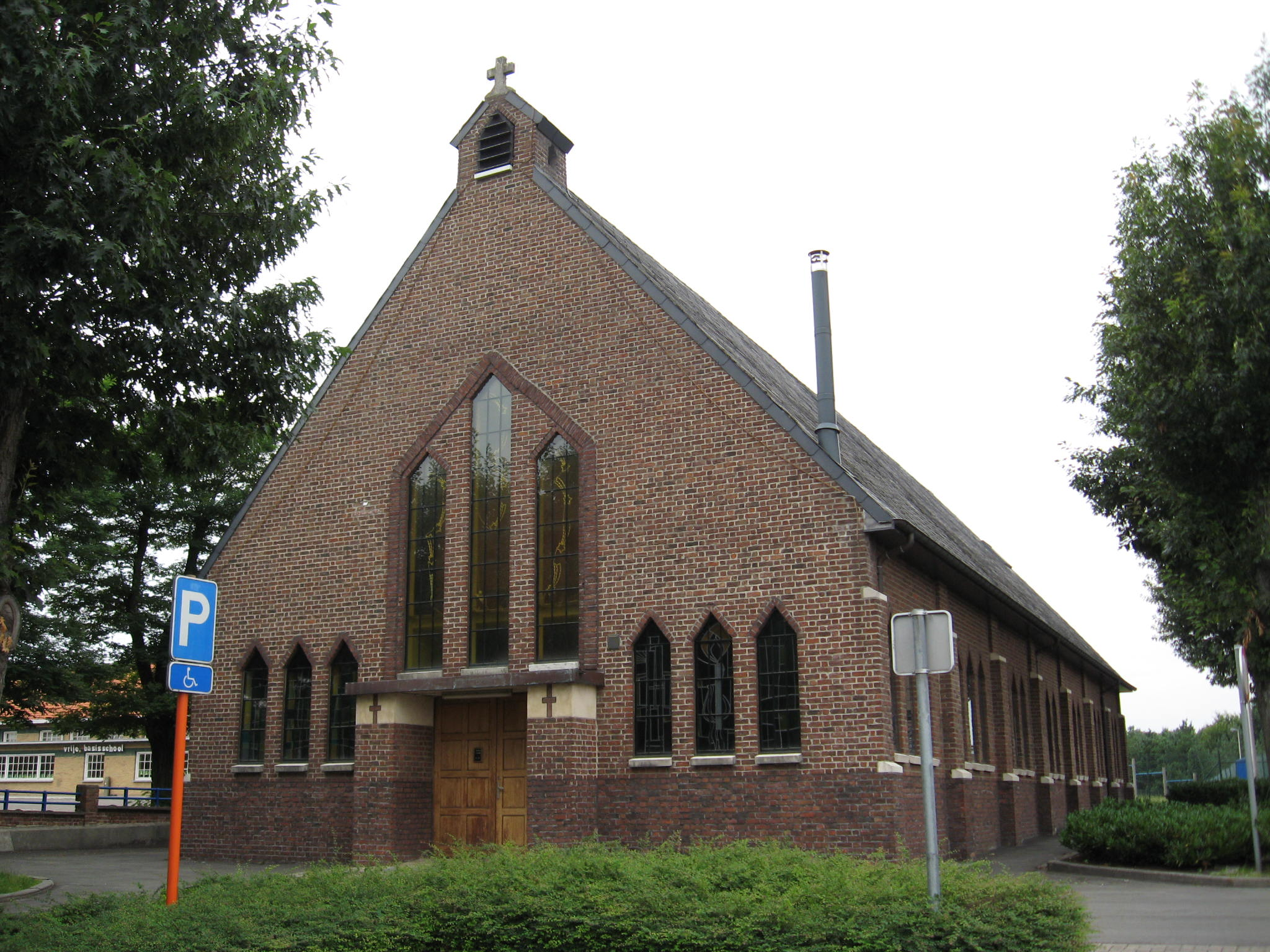
Onze-Lieve-Vrouw Maagd der Armenkerk

De Maagd der Armenkerk was een parochiekerk in Termolen in de Belgische gemeente Zonhoven.
Het betreft een bakstenen zaalkerk onder hoog zadeldak in modern-gotische stijl. De architect was Pieter Ceelen. De voorgevel werd iets verhoogd tot een dakruitertje, waarin zich een klok bevindt. Kenmerkend zijn verder de drie grote en zes kleinere glas-in-loodramen in de voorgevel.
Sinds 2020 heeft de kerk geen liturgische functie meer en heeft de kerk een nieuwe bestemming gekregen. Ze maakt deel uit van de nabijgelegen basisschool De Lettermolen.